# Drilliola
Drilliola é um gênero de gastrópodes pertencente à família Borsoniidae.

## Espécies
- †Drilliola annosa (Powell, 1942)
- Drilliola antarctica Kantor, Harasewych & Puillandre, 2016
- †Drilliola basteroti (Des Moulins, 1842)
- †Drilliola consobrina (Peyrot, 1931)
- †Drilliola elegantula de Boury, 1899
- Drilliola emendata (Monterosato, 1872)
- †Drilliola estotiensis Lozouet, 2017
- Drilliola loprestiana (Calcara, 1841)
- †Drilliola mammicula Lozouet, 2017
- †Drilliola mangaoparia (Beu,1970)
- †Drilliola maoria (Powell, 1942)
- †Drilliola obesa (Peyrot, 1931)
- †Drilliola ponticensis Lozouet, 2017
- †Drilliola pseudospirata (d'Orbigny, 1850)
- †Drilliola pukeuriensis (Powell, 1942)
- †Drilliola rupta Marwick, 1931
- †Drilliola sedentaria Lozouet, 1999
- †Drilliola sola (Powell, 1942)
- †Drilliola speyeri (Kock & Wiechmann, 1872)
- †Drilliola subsedentaria Lozouet, 2017
- †Drilliola subturrella (de Boury, 1899) [3]
- †Drilliola terranigra Lozouet, 2015
- †Drilliola turrella (Lamarck, 1804)

Espécies trazidas para a sinonímia
- Drilliola comatotropis (Dall, 1881):[4] sinônimo de Drilliola loprestiana (Calcara, 1841)
- Drilliola megalacma (Sykes, 1906): sinônimo de Retidrillia megalacme (Sykes, 1906)
- Drilliola pruina (Watson, 1881): sinônimo de Retidrillia pruina (Watson, 1881)
- Drilliola pulchella (Verrill, 1880): sinônimo de Drilliola lopprestiana Calcara, 1841